# Merry-Go-Round (MAN WITH A MISSIONの曲)
「Merry-Go-Round」（メリー・ゴー・ラウンド）は、MAN WITH A MISSIONの楽曲。2021年9月8日に14枚目のシングルとしてSony Music Records（Sony Music Labels）から発売された。CDの発売に先駆け、同年7月17日に本作の表題曲のみが先行配信された。

## 概要
表題曲「Merry-Go-Round」は、読売テレビ・日本テレビ系アニメ『僕のヒーローアカデミア』第5期第2クールのオープニングテーマである。
初回生産限定盤の特典DVDには、自身の全国ツアー『ONE WISH TOUR』より5月の北海道・Zepp Sapporo公演の映像と、ライブハウスビューイングツアー『"INTO THE DEEP" LIVE HOUSE VIEWING TOUR 2021』が収録されており、期間生産限定盤の特典DVDには、表題曲のミュージックビデオと前述のアニメ『僕のヒーローアカデミア』の「ノンクレジットオープニングムービー」を収録されている。
表題曲のミュージック・ビデオが8月21日にYouTubeでプレミア公開された。

## 収録曲

### CD
1. Merry-Go-Round - [4:03]
作詞：Kamikaze Boy, Jean-Ken Johnny
作曲：Kamikaze Boy
編曲：MAN WITH A MISSION, 大島こうすけ
ストリングスアレンジ：大島こうすけ, 池田大介
  - 読売テレビ・日本テレビ系アニメ『僕のヒーローアカデミア』第5期第2クールオープニングテーマ[8]
2. Remember Me -Strings Ver.- - [5:30]
作詞：Kamikaze Boy, Jean-Ken Johnny
作曲：Kamikaze Boy
編曲：服部隆之
  - 作曲家・服部隆之による10thシングルのストリングスアレンジ楽曲[10]。

### DVD（初回生産限定盤）
| #  | タイトル                          | 作詞 | 作曲・編曲 |
| -- | --------------------------------- | ---- | ---------- |
| 1. | 「All You Need」                  |      |            |
| 2. | 「ONE WISH」                      |      |            |
| 3. | 「INTO THE DEEP」                 |      |            |
| 4. | 「Merry-Go-Round」                |      |            |
| 5. | 「Out of Control with Zebrahead」 |      |            |
| 6. | 「Reiwa feat. milet」             |      |            |

- 『MAN WITH A MISSION presents ONE WISH TOUR ～2021.5.5 @Zepp Sapporo～』（M-1~3）
- 『MAN WITH A MISSION presents "INTO THE DEEP" LIVE HOUSE VIEWING TOUR 2021』（M-4~6）

### DVD（期間生産限定盤）
| #  | タイトル                                                         | 作詞 | 作曲・編曲 |
| -- | ---------------------------------------------------------------- | ---- | ---------- |
| 1. | 「「Merry-Go-Round」Music Video」                                |      |            |
| 2. | 「『僕のヒーローアカデミア』ノンクレジットオープニングムービー」 |      |            |

## 演奏
- E.D.Vedder：Guitars, etc
- 大島こうすけ：Keyboards & Programming, Strings Arrangement
- 池田大介：Strings Arrangement
- 小寺里枝、中澤沙央里、加藤由佳、吉井友里：Violin
- 藤原有希、三谷陽子：Viola
- 越川和音：Cello